# Agrostis uliginosa
Agrostis uliginosa är en gräsart som beskrevs av Rodolfo Amando Philippi. Agrostis uliginosa ingår i släktet ven, och familjen gräs. Inga underarter finns listade i Catalogue of Life.